# 杜荷
杜荷（616年—643年），杜如晦之子，娶唐太宗第十六女城陽公主，為駙馬都尉，官至尚乘奉御，封襄陽郡公。贞观十七年，因与太子李承乾谋反，被斩首，临刑表现倨傲。

## 生平
贞观年间，杜荷尚城阳公主，并被赐爵襄阳郡公，授官尚乘奉御。
杜荷與汉王李元昌、吏部尚书侯君集、洋州刺史趙節、左屯卫中郎将李安儼和太子李承密谋兵變。为了下定太子的谋反决心，杜荷引用善占星的颜利仁的话，表示天象有变，现任皇帝当为太上皇：「琅邪颜利仁善星数，言天有变，宜建大事，陛下当为太上皇。」，并为太子出谋划策，建议其假装病危，引皇帝入东宫并囚君：「天文有變，當速發以應之，殿下但稱暴疾危篤，主上必親臨視，因茲可以得志。」而最终，他们所定下的谋反规划是纵兵入西宫。
貞觀十七年（643年）四月，紇幹承基告發太子謀反，由此，太子因謀反罪被废黜为庶人，汉王李元昌被赐死于私宅，杜荷、侯君集、李安儼等人被斬首。
杜荷临刑时“意象轩骜”，对成王败寇的结果并不服气。
杜荷死后，他的哥哥杜构虽未参与谋反，却也受到牵连，被罢官夺爵，流放岭南，死于边野，而城阳公主则改嫁薛瓘。